# Селям (вилла)
Вилла «Селям» — вилла начала XX века в псевдомавританском стиле, расположенный в посёлке Симеиз в Крыму, по адресу ул. Советская, 39, в последние десятилетия — один из корпусов детского противотуберкулёзного санатория «Юность». Здание в стиле ориентализма.

## История

### Закладка виллы
На рекламу перспективного курорта братьев Мальцевых откликнулись из Рязани Семьи Коробьиных и Лансере, из обедневших дворян Рязанской губернии. Семья с 1907 года жила в Алупке на даче Лутовиново (Лутовиновы также имели поместья Нескучное рядом с владениями Лансере), куда он приезжал по праздникам. В сентябре 1909 жил на даче Я. П. Семёнова в Новом Симеизе, отдыхая в Крыму у своих знакомых заинтересовались этими участками, одним из первых, царский чиновник и землевладелец Леонид Захарович Лансере купил себе небольшой участок, на котором и построил дом для отдыха своей семьи. На лето они всей семьей уезжали из рязанского поместье в Крым на свою новую виллу «Хризолит». Увидев преимущества южного побережья полуострова чиновник Лансере, при поддержке Николая Богданова (бывшего своего сотрудника, а теперь исполнительного директора Общества курорта Симеиз), сагитировал других своих родственников.
14 января 1910 года Константин Павлович Коробьин (управляющий Рязанским поместьем семьи Лансере, и муж младшей дочери Леонида Лансере) выкупил пай земли (размером 933 квадратных сажени) у владельца «Нового Симеиза» И. С. Мальцова.
Для постройки виллы приглашены архитекторы Н. П. Краснов и Я. П. Семёнов. Через несколько лет, у подножия горы Кошка, появилось оригинальное сооружение в восточных мотивах. В восторге от своей виллы, Лансере покидают Рязанщину (продав поместье) и перебираются в Крым, разместившись в части дома, который содержал 30 комнат, купели-ванны и сад с пляжем. Дополнительным доходом Екатерины стал пансион, организованный на базе этой виллы, куда селились на отдых многочисленные отдыхающие из купеческих и мещанских семей.

### Расцвет виллы и смена собственников
В конце 1919 года, 21 октября, оробьины прикупают участок в 350 квадратных саженей, рядом с виллой «Селям». Вместе с тем, днем ранее, 20 октября, зафиксирован акт продажи виллы М. Л. Гуровичу. Семья дальше осталась на своей вилле, на каких условиях также неизвестно: или снимали комнаты, или же покупка была фиктивной — чтобы уберечь имущество от конфискации (власть тогда на полуострове менялась каждые полгода). Исторические документы свидетельствуют, что ещё 1923 года Екатерина Лансере-Коробьина снимала на вилле купели-ванны для обеспечения отдыха приезжих.

### Советские времена
После прихода в 1920 году большевиков, 16 декабря 1920 года приказом председателя Революционного комитета Крыма были изъяты «из частного владения как разных ведомств, так и частных лиц все имения Южного берега Крыма в районе от Судака до Севастополя включительно» и передавались в ведение специально созданного Управления Южсовхоза, тогда же теряются следы семьи Лансере в Крыму. Весной 1921 года был образован противотуберкулёзный санаторий им. Ленина (для взрослых пациентов), в состав которого включили и виллу
С середины 1960-х годов санаторий им. Ленина перепрофилирован в детский, со временем переименованный в «Юность», где оздоравливали и лечили детей от туберкулеза. Чтобы облегчить пребывание больных и персонала, все помещения внутри были перепланированы так, как это требовалось для лечебного заведения и постоянно проводили ремонтно-реставрационные работы в его корпусах (бывших симеизских виллах). Санаторий считался вторым «Артеком».

### Современность
Дом находится к западу от центра Симеиза, по адресу: ул. Советская 39 (общая для всего санатория). Решением КО от 20 февраля 1990 года вилла «Селям» занесена в список архитектурных памятников местного значения. Современная вилла «Селям» находится в ведении санатория «Юность», корпус № 2, в котором лечатся дети от туберкулеза. Капитальные ремонты давно не проводились, сооружение ветшает, как и другие виллы курорта Новый Симеиз.
После аннексии Крыма Россией, российское правительство оставило в действии украинские природоохранные законы Крыма. В апреле 2021 года в министерство культуры Республики Крым поступило заявление, предлагающее включить в единый государственный реестр объектов культурного наследия «садово-парковую зону с группой исторических вилл, входивших до недавнего времени в санаторий „Юность“ как единый усадебно-парковый ансамбль исторической улицы Николаевской», в том числе и дачу Селям. С декабря 2014 года — ГБУ "Санаторий «Юность» РФ, на 2023 год намечена капитальная реставрация всего комплекса зданий.
 Объект культурного наследия народов РФ регионального значения. Рег. № 911710906300005 (ЕГРОКН). Объект № 8231983000 (БД Викигида)

## Владельцы усадьбы
За всю свою историю вилла «Селям» находилась в частной и государственной собственности:
- Коробьина Екатерина Леонидовна (1882—1921) — русская мещанка, которая управляла пансионом, построенным на пая земли, который выкупил её муж Константин Коробьин за средства её отца Леонида Лансере (известного императорского чиновника и землевладельца)[17]
- М. Л. Гурович — симеизский мещанин, которому Коробьины продали свою виллу в неспокойные времена развала Российской империи (хотя продажа могли быть и фиктивной);
- Симеизский поселковый совет — во времена Советского Союза вилла была национализирована и стала государственной собственностью, а позже обустроили пансионат для больных на различные болезни. Пансионат носил то же название «Селям» и к нему было добавлено ещё несколько вилл, просуществовал до начала Великой Отечественной войны;
- Санаторий «Юность» — управлял виллой после войны и бывшая вилла стала одним из корпусов противотуберкулезного заведения Министерство здравоохранения Украины.

## Описание здания
Архитектурный ансамбль этого псевдомавританского дворца (вилла имела большую площадь) строил творческий симеизский тандем, с участием Краснова Николая Петровича и Семёнова Якова Петровича. Эскиз фасада предложил Николай Краснов, а трёхэтажную постройку виллы и прилегающий дворик спроектировал и построил известный всему Симеиза Яков Семенов, и довольно оперативно, чем удивил владельцев имения.
Ярко выраженные восточные элементы представлены: куполами (похожими на минареты), килевидные окна и лепнина с арабскими надписями, небольшие декоративные зубчатые башни, ажурная резьба балконов и арабские орнаменты. Фасады лаконичной формы дополняют стрельчатые арки и окна с деревянной ажурной инкрустацией.
Дача Коробьиных была рассчитана на 30 комнат, часть из них заселили собственники, а другую круглогодично сдавали. Вокруг здания высажены декоративные редкие саженцы. С годами сад развился, и теперь высокие деревья загораживают часть фасада здания, видно только купола и верхушки башен. Также вилла имела купальные (ванные комнаты) и свой собственный пляж, которым владельцы очень гордились (ведь не все усадьбы были расположены так близко к морю).

## Ссылка
- Вилла «Селям»
- «Симеиз. Край старинных вилл» (недоступная ссылка)
- Фото-галерея виллы «Селям»
- Видео «Селям»
- Вилла Селям, корпус санатория Юность — Симеиз 2020